# Ludwig Fulda

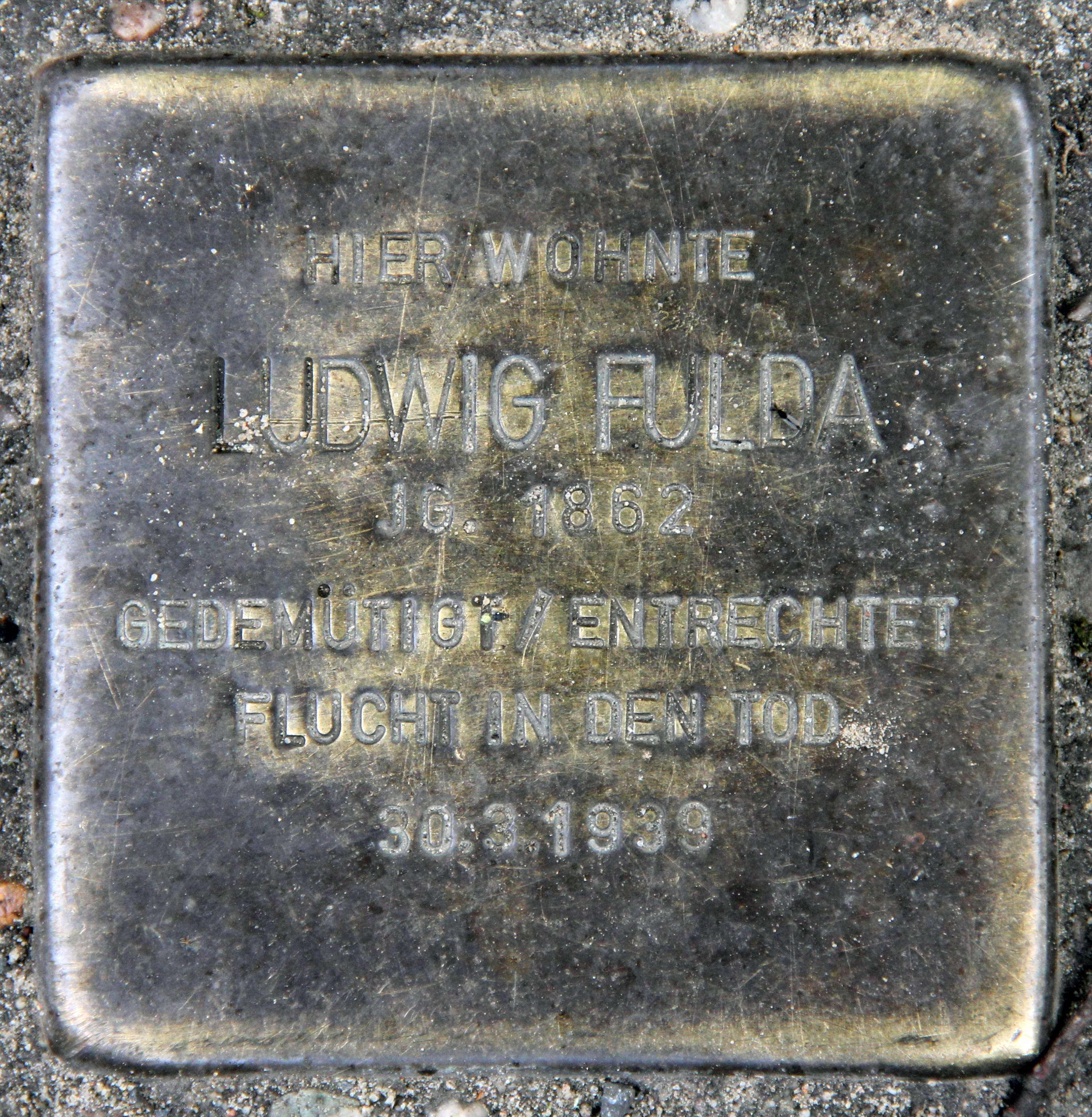
Pietra d'inciampo di Ludwig Fulda, Miquelstraße 86, Berlin-Dahlem, Germania

Ludwig Fulda, pseudonimo di Ludwig Anton Salomon Fulda (Francoforte sul Meno, 7 luglio 1862 – Berlino, 7 marzo 1939), è stato un drammaturgo e scrittore tedesco.

## Biografia
Esponente principale del naturalismo tedesco fu uno dei fondatori della Freie Bühne anche se ne rimase estraneo intimamente; scrisse numerose opere teatrali, tra le quali si possono menzionare Die Aufrichtigen (1883); Unter vier Augen (1886); Das Recht der Frau (1888); Die wilde Jagd (1893); Der heimliche König (1906); Des Esels Schatten (1920).
Si evolveva intanto verso una più congeniale trasvalutazione in spirito quasi rococò, affermandosi soprattutto con la sua opera migliore, un dramma favolistico ambientato in un mondo di fiaba moraleggiante, intitolata Der Talisman (1893), con altre commedie raccolte in Sieben Einakter (1909) e col racconto Aladin und die Wunderlampe (1912).
Inoltre sono da apprezzare le sue traduzioni, eleganti e spiritose, di Edmond Rostand, Carlo Goldoni, Molière, Felice Cavallotti.

## Scenografie
- Die Aufrichtigen (1883);
- Unter vier Augen (1886);
- Das Recht der Frau (1888);
- Die wilde Jagd (1893);
- Der Talisman (1893);
- Der heimliche König (1906);
- Sieben Einakter (1909);
- Aladin und die Wunderlampe (1912);
- Des Esels Schatten (1920).